# Liste der Biografien/Tek
Liste der Biografien |
Portal Biografien |
Personensuche
# |
A |
B |
C |
D |
E |
F |
G |
H |
I |
J |
K |
L |
M |
N |
O |
P |
Q |
R |
S |
T |
U |
V |
W |
X |
Y |
Z |
?
 
Ta |
Tc |
Te |
Tf |
Tg |
Th |
Ti |
Tj |
Tk |
Tl |
Tm |
To |
Tq |
Tr |
Ts |
Tu |
Tv |
Tw |
Tx |
Ty |
Tz
 
Tea |
Teb |
Tec |
Ted |
Tee |
Tef |
Teg |
Teh |
Tei |
Tej |
Tek |
Tel |
Tem |
Ten |
Teo |
Tep |
Teq |
Ter |
Tes |
Tet |
Teu |
Tev |
Tew |
Tex |
Tey |
Tez
Die Liste der Biografien führt alle Personen auf, die in der deutschsprachigen Wikipedia einen Artikel haben. Dieses ist eine Teilliste mit 77 Einträgen von Personen, deren Namen mit den Buchstaben „Tek“ beginnt.

## Tek
- Tek, Ahmet Ferit (1878–1971), osmanisch-türkischer Politiker, Diplomat und Denker
- Tek, Hetav (* 1981), deutsche Politikerin (CDU), MdBB
- Tek, Vedat (1873–1942), türkischer Architekt

### Teka
- Teka, Genet (* 1980), äthiopische Langstreckenläuferin
- Tekaat, Ralf (* 1970), deutscher Künstler
- Tekakwitha, Kateri (1656–1680), indianische Jungfrau, HeiligeKateri Tekakwitha (1656–1680)

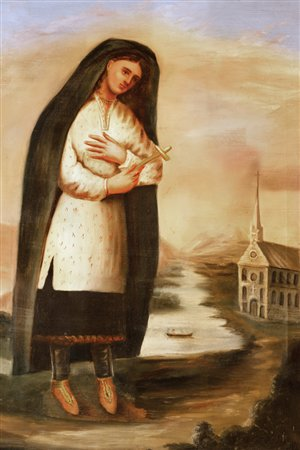
Kateri Tekakwitha (1656–1680)

- Tekal, Ronny (* 1969), österreichischer Schriftsteller und Kabarettist
- Tekand, Şahika (* 1959), türkische Theatermacherin
- Tekath, Karl-Heinz (1955–2004), deutscher Historiker, Archivar und Vorkämpfer der deutsch-niederländischen Freundschaft
- Tekavčić, Pavao (1931–2007), kroatischer Romanist und Italianist

### Tekb
- Tekbilek, Ömer Faruk (* 1951), türkischer Musiker

### Tekc
- Tekcham, Ranjita Devi, indische Fußballschiedsrichterin

### Tekd
- Tekdal, Tarık (* 1990), türkischer Fußballspieler
- Tekdemir, Mahmut (* 1988), türkischer Fußballspieler

### Teke
- Teke, Ümit (* 1980), türkischer Fußballspieler
- Tekebajew, Ömürbek (* 1958), kirgisischer Politiker
- Tekebajew, Tilek (* 1977), kirgisischer Politiker und Verkehrsminister
- Tekeli, Şirin (1944–2017), türkische Feministin, Autorin und Aktivistin
- Tekelija, Petar (1720–1792), serbisch-russischer General en chef
- Tekelioğlu, Sadi (* 1955), türkischer Fußballtrainer
- Tekelioğlu, Sadi (1960–2020), türkisch-dänischer Journalist
- Teker, Hüseyin (* 1993), türkischer Fußballspieler
- Tekerci, Sinan (* 1993), türkisch-deutscher Fußballspieler
- Tekere, Edgar (1937–2011), simbabwischer Politiker
- Tekerek, Mehmet (* 1956), türkischer Autor
- Tekeste, Kebede (* 1981), äthiopischer Marathonläufer
- Tekeyan, Vartan (1921–1999), armenisch-katholischer Bischof von Ispahan

### Teki
- Tekiate, Remueru (* 1990), fidschianischer Fußballspieler
- Tekiela, Kempes (* 1997), deutsch-polnischer Fußballspieler
- Tekin, Çağrı (* 1987), türkischer Fußballtorhüter
- Tekin, Çağrı (* 1993), türkischer Fußballspieler
- Tekin, Deniz (* 1997), türkische Sängerin und Songwriterin
- Tekin, Emrah (* 1989), deutscher Webvideoproduzent
- Tekin, Güngör (* 1953), türkischer Fußballspieler
- Tekin, Habib (* 1989), deutsch-türkischer Literaturwissenschaftler
- Tekin, Harun (* 1989), türkischer Fußballtorhüter
- Tekin, Latife (* 1957), türkische Autorin
- Tekin, Metin (* 1964), türkischer Fußballspieler
- Tekin, Muhittin (* 1985), türkischer Fußballspieler
- Tekin, Özlem (* 1971), türkische Rock-SängerinÖzlem Tekin (* 1971)

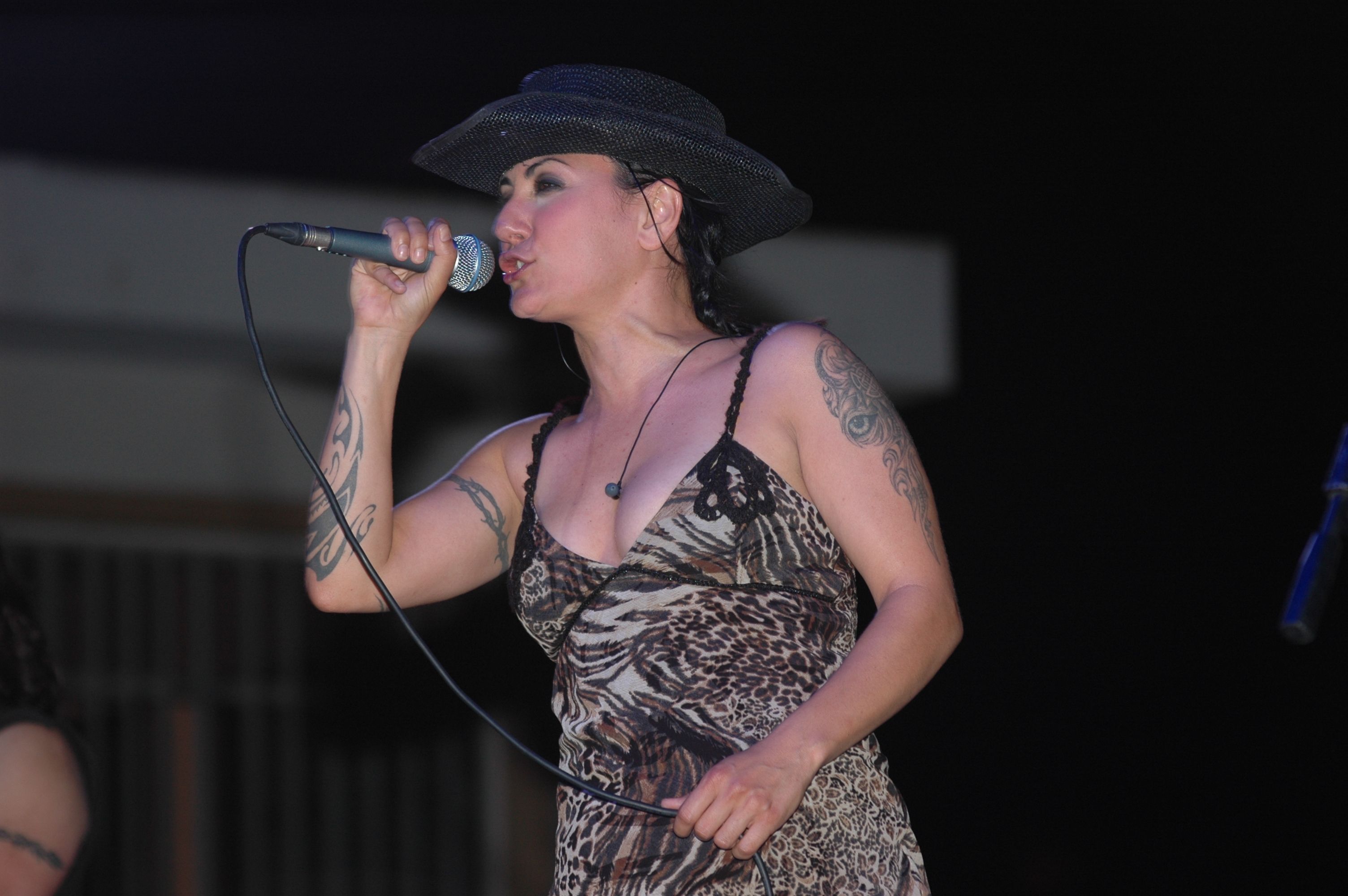
Özlem Tekin (* 1971)

- Tekin, Rahime (* 1998), türkische Mittelstreckenläuferin
- Tekin, Şinasi (1933–2004), türkischer Ethnologe, Turkologe und Sprachwissenschaftler
- Tekin, Taro Emir (* 1997), türkischer Schauspieler
- Tekin, Tolga (* 1973), türkischer Schauspieler
- Tekin, Tolga (* 1995), türkischer Fußballspieler
- Tekinalp, Munis (1883–1961), türkischer Nationalist
- Tekinay, Alev (* 1951), türkische Linguistin und Schriftstellerin
- Tekinsoy, Erkut (* 1990), österreichischer Fußballspieler
- Tekintamgaç, Ali, deutsch-türkischer Pokerspieler
- Tekir, Rami (* 1997), österreichischer Fußballspieler
- Tekisch († 1200), Herrscher der Choresm-Schahs

### Tekk
- Tekkal, Düzen (* 1978), deutsche Autorin, Fernsehjournalistin, Filmemacherin, KriegsberichterstatterinDüzen Tekkal (* 1978)

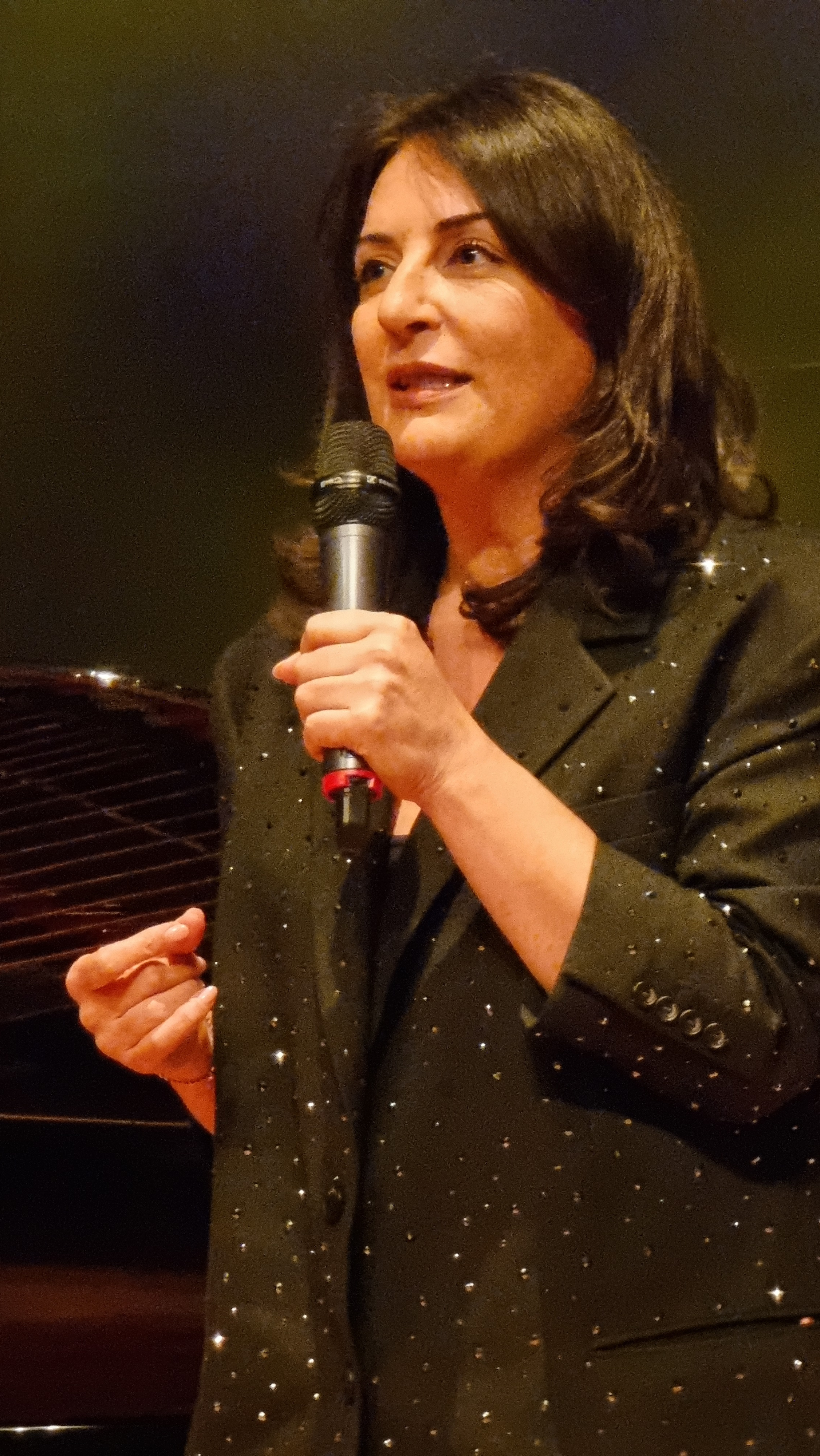
Düzen Tekkal (* 1978)

- Tekkal, Tuğba (* 1985), deutsche Fußballspielerin
- Tekkan, Ersan (* 1985), deutsch-türkischer Fußballspieler
- Tekkaya, A. Erman (* 1957), türkischer Hochschulprofessor und Diplom-Ingenieur
- Tekke, Fatih (* 1977), türkischer Fußballspieler

### Tekl
- Teklab, Henok (* 1998), deutscher Fußballspieler
- Tekle Giyorgis I († 1825), Negus Negest (Kaiser) von Äthiopien (1779–1800, mit 4 Unterbrechungen)
- Tekle Giyorgis II. († 1873), Kaiser von Äthiopien
- Tekle Haymanot I. (* 1684), Negus Negest (Kaiser) von Äthiopien
- Tekle Haymanot II. (1754–1777), Negus Negest (Kaiser) von Äthiopien
- Tekle, Afewerk (1932–2012), äthiopischer Künstler
- Tekle, Iman (* 1995), deutsche Schauspielerin
- Teklehaimanot, Daniel (* 1988), eritreischer StraßenradrennfahrerDaniel Teklehaimanot (* 1988)

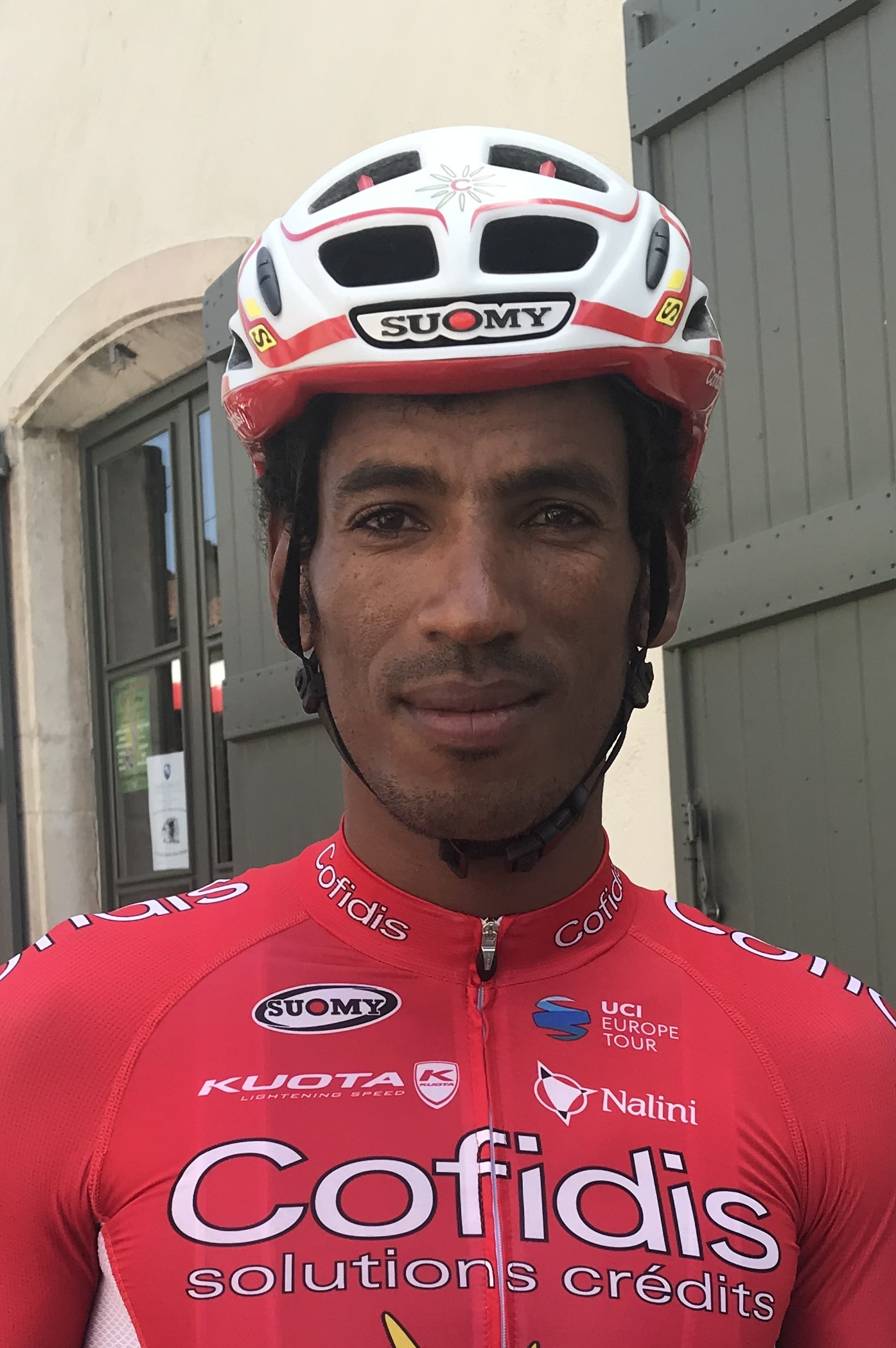
Daniel Teklehaimanot (* 1988)

- Teklehaimanot, Kidane-Mariam (1933–2009), äthiopischer Geistlicher, Bischof von Adigrat
- Teklemariam, Robel (* 1974), äthiopischer Skilangläufer
- Tekliński, Adrian (* 1989), polnischer Radsportler

### Teko
- Tekoah, Yosef (1925–1991), israelischer Diplomat
- Tekoğlu, Umut Utku (* 1993), türkischer Fußballspieler
- Tekook, Wolf (* 1951), deutscher Künstler
- Tekou, Damien (* 1984), kamerunischer Radrennfahrer

### Tekp
- Tekpetey, Bernard (* 1997), ghanaisch-bulgarischer Fußballspieler

### Teks
- Teksöz, Salih (* 1994), türkischer Mittelstreckenläufer

### Tekt
- Tektaios, griechischer Bildhauer

### Teku
- Tekuder († 1284), mongolischer Ilchan von Persien
- Tekusch, Karl (1890–1977), österreichischer Fußballspieler und Sprachpfleger

### Teky
- Téky Niangoran, Joseph (* 1932), ivorischer Geistlicher, Bischof von Man der römisch-katholischen Kirche